# 스에가라 리에
스에가라 리에(일본어: 末柄 里恵 すえがら りえ[*], 1990년 1월 8일 ~ )는 일본의 여성 성우. 가나가와현 출신. 켄 프로덕션 소속.